# Козацький полк Костянтина Поклонського
Козацький полк Костянтина Поклонського — військово-адміністративна одиниця, яка на правах автономії входила до Московського царства. Полк очолював білоруський шляхтич Костянтин Поклонський.

## Назрівання конфлікту в Білорусі на початку 50-х. років XVII ст
За своїм соціальним статусом К. Поклонський, належав до православної білоруської шляхти. Про його діяльність до подій Московсько-Польської війни, відомостей майже не збереглося. Нам відомо лише те що шляхтич мав відношення до Могилівського православного братства, що діяло при Спаському монастирі. В 20-х роках XVII ст. Спаський монастир було передано уніатській церкві. Проте, братчики не полишали надій повернути собі головну святиню міста.
З початком козацького повстання під приводом Б.Хмельницького, ситуація в Речі Посполитій стосовно православної церкви почала змінюватись. Польський король, Ян Казимир II пішов на поступки православним громадам. Білоруський єпископ Йосип Конович-Горбацький 13 січня 1652 р., будучи на сеймі у Варшаві, отримав від короля привілеї на Могилівську єпархію, в тому числі і на Спаський монастир. Саме з цією подією пов'язана одна із перших згадок про К. Поклонського. 12 травня відбувалася офіційна передача монастиря уніатським духовенством, на чолі з ігуменом Гервасієм Гостиловським. Перейняти монастир випала честь саме шляхтичу К.Поклонському.
В червні 1653 р., в зв'язку з невдачами козацьких військ в Україні, уніатська церква забажала повернути собі Спаський монастир. До Могильова приїхав уніатський смоленський єпископ Андрій Квашнін-Золотий, з претензіями на монастир. Відомо, що верхівка братства в тому числі і К. Поклонський, відмовили єпископу та ще й погрожували йому вбивством. Пізніше судом було прийнято рішення повернути монастир «законному власнику», тобто уніатській церкві. Пороте братчики не спішили його віддавати.
Ще одна сутичка братчиків з представниками польської влади, відбулася уже через місяць. Приводом до неї слугувала переправа через Дніпро, яка потрапила у власність братства разом з монастирем. Оскільки переправа приносила непоганий дохід братству, представники останньої, дізнавшись про побудову нової переправи в обхід братської, вирішили позбавитися конкуренції. 21 липня 1653 р. члени братства на чолі з К. Поклонським та А. Лисицьким, напали на польську переправу та розгромили її. Після цього братчики проїжджаючи повз будинок королівських комісарів, зупинилися і почали соромити польського короля. Така поведінка білоруських шляхтичів скінчилася для них викликом до асесорського суду.
На кінець 1653 р., ситуація в Могильові продовжувала загострюватися. Московський купець Колужка, який перебував у Могильові з кінця осені 1653 р. до весни 1654 р. повідомляв царю про високу напругу в білоруському суспільстві. Також він примітив, що в разі початку війни Московії з Польщею, населення південно-східної білорусі «стоять против государевых людей не станут».
Дізнавшись про можливість втручання у війну Московії, К.Поклонський тікає з Могильова до Попової Гори, що на Стародубщині. Тут шляхтич перебував до приходу в білоруські землі наказного гетьмана І.Золотаренка. Останній перехопив майбутнього полковника, і відправив його до Б.Хмельницького в Чигирин. Про що розмовляв гетьман з К. Поклонським, ми можемо лише здогадуватися. Відомо лише, що після недовгого перебування в Чигирині Б.Хмельницький відправив шляхтича до Олексія Михайловича.

## Формування полку
Нарешті 22 червня 1654 р., К.Поклонський разом із трьома шляхтичами та слугами, прибув до царської ставки під Смоленськ. Як свідчать документи, цар гостинно прийняв білорусів, і щедро нагородив їх подарунками. Перебування шляхтича в гостях у царя затяглася на тиждень. Очевидно що самодержавець довго роздумував, як правильно вчинити з шляхтичем. Врешті 27 червня 1654 р. Олексій Михайлович дарував К.Поклонському звання полковника. Плани царя полягали у використанні білоруського шляхтича у власних цілях, про що повідомляють джерела «А ему Костянтину, по нашей государской милости прибирати къ себе въ полкъ и нашим государскимъ жалованием ихъ обнадеживати, чтобъ они намъ великому государю служили». За перехід під «государеву руку», було обіцяно надання прав і вольностей, а також жалувані грамоти на маєтності, чого так прагнула православна шляхта.

## Початок військових дій
Головною ціллю для К.Поклонського був його рідний Могильов. Маючи авторитет в місті, полковник розраховував на підтримку земляків. Проте, відправивши агітаційні листи до козаків та міської бідноти, шляхтич отримав відмову. Окрім того, міщани побили козака, який намагався загітувати до бунту в місті. Варто відмітити, що мова йде саме про білорусів, про що повідомляє в листі до царя, Михайло Воєйков.
Втім ситуація була не настільки критичною. Частина міщан підтримувала дії К.Поклонського і була готова відчинити міську браму у разі приходу під Могильов царських військ. Існувала також проблема із формуванням полку. У своєму листі до Олексія Михайловича, Поклонский скаржиться на поляків, що ті «Городы близко Могилева, изъ которых имель бы есиь козаковъ, желниры окружили…». Вирішення проблеми К.Поклонський вбачав у прибутті до Могильову царських військ, розраховуючи на обіцянки міщан здати місто без штурму.
Ситуацію врятував чауський священик, який повідомив полковнику, що в місті значна частина населення готова його підтримати. Уже 6 липня до Чаус прибув К.Поклонський. Міщани, як і обіцяв священик, здали місто без бою. Тут же був засвідчений факт, набору місцевого населення до полку: «Поклонской техъ Чаусовцовъ и сельскихъ крестья переписавь и собравъ войска пеших 800 человекъ». Звісно говорити на даному етапі про козацький полк, ми не можемо, оскільки він складався переважно з міщан та селян. Проте, джерела повідомляють нам про «новоприборних» сотника та козаків, які були піддані наказам Поклонського.
11 липня К. Поклонський на чолі свого полку вирушив до Могильову з надією, що містяни приймуть його «вояків» за московських ратників. Дізнавшись про це з міста на зустріч полковнику виїхав шляхтич Микола Гелда з трьома козаками, та 12 гайдуками. По прибутті до полковничого стану, К.Поклонський відразу ж залучив їх до полку. Варто також відмітити, що після даної події, в наступних відписках царю, полк К. Поклонського вказується, як козацький. Натомість, в джерелах відбувається розмежування між білоруськими, запорозькими, та українськими козаками.
Переговори з населенням міста зайшли в глухий кут. Міщани боялися здавати місто, оскільки в разі перемоги польських військ, їм загрожувала помста. З рештою білоруська шляхта вирішує здати місто без бою за умов, що протягом трьох днів до міста прибудуть московські війська.
Розуміючи суть ситуації, К. Поклонський відправляє посланця до князя Трубицького, щоб той надав хоча б декілька сотень московських ратників, але князь відмовив полковнику в допомозі. Тим часом К. Поклонському вдалося зібрати близько 6 тисяч селен, але коли стало відомо що московські війська не прийдуть на допомогу, майже всі вони розбігся.
Розуміючи що силами білорусів місто не взяти, Олексій Михайлович особисто віддає наказ князю Трубецькому вирушити до Могильова з військами, щоб той разом з К.Поклонським домігся безкровного взяття міста.
Подробиці подій, що відбувалися навколо Могильова, нам не відомі. Проте у своїй відписці царю, М.Воєйков повідомляв, що 24 серпня міщани здали Могилів без бою. Це був великий успіх, як для московського царя так і для К.Поклонського особисто. Могильов був одним із найбільших і найрозвинутіших міст Південної Білорусі.
Отримавши місто, московський уряд не став проводити радикальні зміни. За Могильовом залишалося магдебурзьке право, та можливість проводити дві ярмарки в рік. Містянам дозволялося торгувати не сплативши податку. Шляхта, як і обіцяв Олексій Михайлович, залишала за собою всі привілеї та земельні наділи разом з кріпосними селенами.
Місто Могилів разом з Могилівським повітом, на певний час було передано в управління К.Поклонському. Таким чином на території білорусі з'явилася полкова адміністративно-територіальна одиниця на зразок українських козацьких полків. Радянський історик Л. С. Абецедарський стверджував, що Олексій Михайлович намагався в такий спосіб протиставити адміністрації наказного гетьмана І.Золотаренка, білоруську шляхту за таким же приміром, як була організована козацька старшина.

## Назрівання конфлікту з Московією
Варто відмітити, що реальної влади в К.Поклонського не було. Протягом всієї, так би мовити, політичної кар'єри, його контролював боярин Воєйков. Останній був особисто відряджений Олексієм Михайловичем із завданням постійно повідомляти царський уряд про дії К.Поклонського. Головною задачею шляхтича була не військова компанії, а намагання ним завдяки авторитету лідера православного братства, домогтися добровільних здач білоруських міст. Проте, як ми бачимо, авторитет у шляхтича був не був достатнім. Незважаючи на пропагандистку політику церковних діячів та К.Поклонського, багато білоруських міст все ще залишалися вірними Речі Посполитій. 31 серпня 1654 р., К. Поклонський отримав нові розпорядження від Олексія Михайловича. Полковнику було наказано підговорити містян Кричева здати йому місто без кровопролиття. К. Поклонський відправив до Кричева свого гінця, але містяни відмовили в здачі міста. Тоді К. Поклонський особисто прибув до Кричева вимагаючи здати місто. Містянам не сподобалася така нахабність шляхтича, і ті накинулися на загін полковника. Останній був змушеній тікати кинувши весь обоз, в якому до речі залишився православний священик. Останнього містяни жорстоко побили та принижували.
Перебуваючи в білоруських землях, московські війська поступово почали проявляти своє істинне обличчя. 13 вересня Олексій Михайлович отримав лист надісланий жителями Оршинського повіту. В листі мова йшла про московських ратників, які забрали з повіту усіх жінок і дітей: «… а ныне у насъ сиротъ твоихъ женишка и детишка все безъ вести распропали, потому что побрали твои государевы ратные люди и розвезли по разным полкам и къ тебе государю подъ Смоленск». З якою ціллю ув'язнили жінок і дітей, можна лише здогадуватися. Польський історик, який досліджував історичне минуле Речі Посполитої, стверджував що підчас Московсько-Польської війни 1654—1667 рр., московські ратники харчувалися людським м'ясом.
Уже через місяць після взяття Могильова, більшість козаків К. Поклонського перейшли на сторону українського наказного гетьмана І. Золотаренка. Присягнувши царю, у вигоді зосталися лише верхівка православної шляхти, яка мала певні впливи у суспільстві. Останні отримавши від царя права на маєтності, були задоволені таким розкладом. Проте, К. Поклонський який теж був з числа православної шляхти, не вважав отримані від царя «подарунки» достатньою оплатою за його старання. Варто відмітити, що К. Поклонський у своїх листах до Олексія Михайловича, не бажав підписуватися холопом, так як було прийнято в Московії. Полковник вважав себе на рівні з Б.Хмельницьким. Отримавши Могилівську адміністрацію в тимчасове володіння, полковник почав реалізувати свої плани. Радянський історик Д. Л. Похилевич трактував дії К. Поклонського, як намагання створити власну автономію в складі Московської держави, на рівних правах з українською гетьманщиною. Звісно ж про білоруську автономію, не йшлося мови в жодному відомому нам історичному джерелі. Проте К. Поклонський почав себе величати «полковником білоруським», хоча звісно ж такого титулу йому ніхто не давав.
Тим часом військова обстановка у північних землях Великого князівства Литовського, дедалі загострювалася. В кінці серпня литовські війська перебили селян неподалік Бобруйська. Поява ворожих військ, лише погіршила становище К. Поклонського. Авторитет полковника продовжував падати, але незважаючи на це К.Поклонський намагався зібрати хоча б якісь війська. З великими труднощами К.Поклонський зібрав лише 4 000 осіб, що було дещо менше в порівнянні з минулими місяцями.

## Перехід на сторону Речі Посполитої
Опинившись в скрутній ситуації К.Поклонський вирішує повернутися під владу корони Речі Посполитої. У своєму листі до князя Радзивіла, він повідомив, що допоможе повернути Могилів. За таких умов, Радзивіл направився до міста, надіючись на легку перемогу. Проте, містяни не підтримали свого полковника і відмовилися здавати місто Радзивілу.
Після зради московського царя К.Поклонським, московський уряд відмовився від ідеї створення адміністративної одиниці території Блорусі. Полк було повністю розформовано, а козаки разом із своїми сотниками перейшли на сторону І.Золотаренка та зайняли дещо іншу позицію по відношенню до московського уряду.